# Парк хероја НОБ-а у Нишу
Парк хероја НОБ-а у Нишу је меморијални комплекс посвећен страдањима у Другом светском рату и Народноослободилачкој борби народа Југославије. Комплекс кога чине бисте шест народних хероја и споменик „Искра слободе“ свој формиран је 2014. године, након што су спомен обележја народних хероја Филип Филиповића, Станка Пауновића и Филип Кљајића Фића пребачени на плато у нишавском парку поред споменика „Искра слободе” и бисти Сретена Младеновића, Мике, Мије Станимировића и Конрада Жилника.

## Положај и изглед
Меморијални комплекс је лоциран у централном делу Ниша у општини Медијана и средишњем делу једног од најстаријих градских паркова на нишавском кеју непосредно уз леву обалу Нишаве, у улици Седмог јула бб.
Спомен обележје се налази 100 m од Скупштине Града Ниша, 200 m од древне Тврђаве, 50 m од Официрског дома и 50 m од хотела Парк, окружен ниским и високим растињем, цветним и травмнатим површинама.
У средишњем делу Парка хероја НОБ-а, окружен сезонским цвећем и поплочаном пешачком стазом са парковским клупама, налази се споменик у ливеној бронзи на постаменту од мермера, под називом „Искра слободе”. Око њега на травнатим површинама, окружене партерним зеленилом, цвећем и столетним стаблима дрвећа, размештене су кружно, бисте шест народних хероја на постаментима од камена или мермера.

## Историја
Парк је настао на иницијативу тадашњег председника Скупштине Града Ниша Милета Илића, чија је намера била да овим комплексом Нишлије одају поштовање учесницима Народноослободилачкој борби народа Југославије из овог краја, који су дали животе за слободу Србије, и да никада више, из дневно политичких разлога у Нишу, не стоје, склоњени од очију јавности у депоима, већ да посетиоце парка вечно подсећају на страдања, и цивилизацијски однос према историји.
Меморијални комплекс је коначно уобличен и свечеано отворен 9. маја 2014. године на Дан борбе против фашима, након што су на ову локацију уз већ постојећа спомен обележја у парку: 
- Централнои споменик — „Искра слободе”
- Три бисте на постаменту — Сретена Младеновића, Мике, Мије Станимировића и Конрада Жилника, које су појединачно пренета са других локација у граду, ранијих година,

Којима су придодате још три бисте: 
- Филипа Филиповића, која је 10 година лежале у депоима након што је склоњене из парка преко пута Апелационог суда у Нишу.
- Станка Пауновића, која је такође 10 година лежале у депоима након што је склоњене из парка у коме је изграђена Црква светог Луке.
- Филипа Кљајића Фиће, коју је уступила школа која је, некад носила његово име, а данас у духу националног заборава, носи име — школа „Душан Радовић”.

Спомен обележје је у неколоко наврата вандализовано, цртањем графита и механичким уништењем непримереном агресијом хулигана, и особа којима није света историја борбе и положених жртава за ослобођење Ниша од Бугарских и Немачких окупатора, који су владали овим простором у Другом светском рату од 1941—1944. године.